# Andrea Calabi
Andrea Sandro Calabi ComMM (São Paulo, 18 de setembro de 1945) é um professor, acadêmico e economista brasileiro. Foi secretário da Fazenda de São Paulo, presidente do BNDES, presidente do Banco do Brasil, secretário do Planejamento de São Paulo, presidente do Ipea e Secretário do Tesouro Nacional.

## Família e educação
Filho dos imigrantes italianos Fabio Calabi e de Amelia Dinepi, ambos judeus. Seu pai trabalhava como economista na Universidade Luigi Bocconi, mas, por volta de 1938, perdeu o emprego devido às leis raciais do regime fascista, decidindo mudar-se para o Brasil. No novo país, constituíram uma família de classe média alta, morando no Pacaembu.
Em 1970, Calabi graduou-se em economia pela Faculdade de Economia e Administração da Universidade de São Paulo (FEA-USP). Em 1972, concluiu o mestrado em economia pelo Instituto de Pesquisas Econômicas (IPE) da USP. No mesmo ano, mudou-se para os Estados Unidos, onde estudou na Universidade da Califórnia em Berkeley. Obteve o título de Master of Arts por esta instituição em 1975. Mais tarde, continuou os estudos e, em 1982, se tornou Philosophy Doctor (Ph.D) em economia por Berkeley.
De seu primeiro casamento, Calabi teve duas filhas, Adriana e Cláudia. Casou-se posteriormente com Marta Dora Grostein, professora de arquitetura da Faculdade de Arquitetura e Urbanismo da USP. Grostein é mãe do apresentador Luciano Huck.

## Carreira
Em 1976, Calabi retornou ao Brasil e passou a lecionar no Instituto de Pesquisas Econômicas da USP. Ali permaneceu até 1991. Também começou a dar aulas na Faculdade de Economia e Administração da Universidade de São Paulo, sua alma mater. Neste período, tornou-se amigo de João Sayad e José Serra. Quando Sayad foi nomeado secretário da Fazenda de São Paulo, em 1983, durante o governo de Franco Montoro, Calabi foi trabalhar com ele. Sayad tornou-se ministro do Planejamento no governo do presidente José Sarney e Calabi foi indicado por ele para trabalhar nesta pasta–desta vez como secretário-executivo.
Em 1985, Calabi foi designado por Sarney, após indicação de Sayad, como presidente do Instituto de Pesquisa Econômica Aplicada (1986). Permaneceu na presidência do instituto até o ano seguinte, quando foi designado secretário do Tesouro Nacional, vinculado ao Ministério da Fazenda. Após deixar a secretaria, em 1988, tornou-se consultor para empresas privadas na área de reestruturação e planejamento. Foi um dos sócios e diretores da Consultoria e Empreendimentos Industriais até 1994.
Calabi retornou ao serviço público com a posse do presidente Fernando Henrique Cardoso. Foi secretário-executivo do Ministério de Planejamento e Orçamento, na época comandado por Serra. Retornou à presidência do Ipea entre 1995 e 1996. Em 1996, Andrea foi admitido por FHC à Ordem do Mérito Militar no grau de Comendador especial.
No segundo mandato de FHC, assumiu a presidência do Banco do Brasil em 1999. Manteve-se no cargo até julho daquele ano, quando assumiu como presidente do Banco Nacional de Desenvolvimento Econômico e Social (BNDES). Deixou este cargo em 2000.
Em 2002, Calabi tornou-se membro do conselho de administração Caixa de Previdência dos Funcionários do Banco do Brasil. No mesmo ano, integrou a campanha presidencial de Serra. De 2003 a 2005, foi secretário de Planejamento do Estado de São Paulo, durante o governo de Geraldo Alckmin. Calabi tornou a integrar o governo Alckmin, como secretário da Fazenda, entre 2011 e 2015.
Em 2009, Calabi tornou-se professor da Fundação Getúlio Vargas. Também integrou conselhos de administração de outras instituições, como a Cyrela e o Banco Nacional de Desenvolvimento Econômico e Social (BNDES), após ser nomeado pelo presidente Michel Temer em 2016.